# John Carradine
John Carradine  (n. Richmond Reed Carradine, n. 5 februarie 1906, New York City, New York, SUA – d. 27 noiembrie 1988, Milano, Italia) a fost un actor american. Este cel mai cunoscut pentru rolurile sale în filme horror, western și în piesele de teatru ale lui Shakespeare.

## Biografie
Carradine s-a căsătorit de patru ori, cel mai recent cu Emily Cisneros din 1975 și a avut cinci copii - incluzând ulterior cunoscutii actori David, Keith și Robert Carradine. Carradine suferea de artrită reumatoidă dureroasă și debilitantă la bătrânețe, înainte de a muri din cauza insuficienței multiple a organelor la 27 noiembrie 1988, la vârsta de 82 de ani, la Spitalul Fatebenefratelli din Milano, Italia.

## Filmografie

### Anii 1930
1. Bright Lights (1930) --- Telegraph Newspaper Photographer (nemenționat)
2. Tol'able David (1930) --- Buzzard Hatburn (as Peter Richmond)
3. Heaven on Earth (1931) --- Chicken Sam (as Peter Richmond)
4. Forgotten Commandments (1932) --- First Orator (nemenționat)
5. The Sign of the Cross (1932) --- Christian Martyr / Gladiator Leader / Voice in Coliseum Mob / Voce de roman (nemenționat)
6. Murders in the Rue Morgue (1932) (nemenționat)
7. The Story of Temple Drake (1933) --- Courtroom Spectator (nemenționat)
8. Morning Glory (1933) --- Dream Apparition (nemenționat)
9. This Day and Age (1933) --- Assistant Principal Abernathy
10. To the Last Man (1933) --- Pete Garon (nemenționat)
11. The Invisible Man (1933) --- Informer Suggesting Ink (nemenționat)
12. The Meanest Gal in Town (1934) --- Stranded Actor (nemenționat)
13. The Black Cat (1934) --- Cult Organist (nemenționat)
14. Cleopatra (1934) --- Roman Citizen / Party Guest / Soldier (voce, nemenționat)
15. Clive of India (1935) --- Drunken-Faced Clerk (nemenționat)
16. Transient Lady (1935) --- Ren Baxter (nemenționat)
17. Les Misérables (1935) --- Enjolras
18. Cardinal Richelieu (1935) --- Agitator
19. Bride of Frankenstein (1935) --- Hunter at Hermit's Cottage (nemenționat)
20. Alias Mary Dow (1935) --- Griffe - Nightclub Drunk (nemenționat)
21. She Gets Her Man (1935) --- Lunchroom customer (nemenționat)
22. The Crusades (1935) --- Leopold - Duke of Austria / A French King / A Wise Man (nemenționat)
23. Bad Boy (1935) --- Angry Saxophone Player - Tenant (nemenționat)
24. The Man Who Broke the Bank at Monte Carlo (1935) --- Despondent Casino Gambler (nemenționat)
25. Dublin in Brass (1935) (nemenționat)
26. Anything Goes (1936) --- Bearded Ballet Master (nemenționat)
27. The Prisoner of Shark Island (1936) --- Sgt. Rankin
28. A Message to Garcia (1936) --- President William McKinley (voce, nemenționat)
29. Under Two Flags (1936) --- Cafard (scene șterse)
30. Half Angel (1936) --- Sanatorium Inmate (voce, nemenționat)
31. White Fang (1936) --- Beauty Smith
32. Mary of Scotland (1936) --- David Rizzio
33. Ramona (1936) --- Jim Farrar
34. Dimples (1936) --- Richards
35. The Garden of Allah (1936) --- Sand Diviner
36. Daniel Boone (1936) --- Simon Girty
37. Winterset (1936) --- Bartolomio Romagna
38. Laughing at Trouble (1936) --- Deputy Sheriff Alec Brady
39. Captain January (1936) (scene șterse)
40. Nancy Steele Is Missing! (1937) --- Harry Wilkins
41. Captains Courageous (1937) --- 'Long Jack'
42. This Is My Affair (1937) --- Ed
43. Love Under Fire (1937) --- Capt. Delmar
44. Danger - Love at Work (1937) --- Herbert Pemberton
45. Ali Baba Goes to Town (1937) --- Ishak / Broderick
46. The Hurricane (1937) --- Warden
47. The Last Gangster (1937) --- Casper
48. Thank You, Mr. Moto (1937) --- Pereira
49. International Settlement (1938) --- Murdock
50. Of Human Hearts (1938) --- President Lincoln
51. Four Men and a Prayer (1938) --- General Adolfo Arturios Gregario Sebastian
52. Kentucky Moonshine (1938) --- Reef Hatfield
53. Alexander's Ragtime Band (1938) --- Taxi Driver
54. Kidnapped (1938) --- Gordon
55. I'll Give a Million (1938) --- Kopelpeck
56. Gateway (1938) --- Leader of Refugees
57. Submarine Patrol (1938) --- McAllison
58. Jesse James (1939) --- Bob Ford
59. Mr. Moto's Last Warning (1939) --- Danforth / Richard Burke
60. Stagecoach (1939) --- Hatfield
61. The Three Musketeers (1939) --- Naveau
62. The Hound of the Baskervilles (1939) --- Barryman
63. Captain Fury (1939) --- Coughy / Roger Bradford
64. Five Came Back (1939) --- Crimp
65. Frontier Marshal (1939) --- Ben Carter
66. Drums Along the Mohawk (1939) --- Caldwell

### Anii 1940
1. The Grapes of Wrath (1940) --- Jim Casy
2. The Return of Frank James (1940) --- Bob Ford
3. Brigham Young (1940) --- Porter Rockwell
4. Chad Hanna (1940) --- B.D. Bisbee
5. Western Union (1941) --- Doc Murdoch
6. Blood and Sand (1941) --- El Nacional
7. Man Hunt (1941) --- Mr. Jones
8. Swamp Water (1941) --- Jesse Wick
9. Son of Fury: The Story of Benjamin Blake (1942) --- Caleb Green
10. Whispering Ghosts (1942) --- Norbert (Long Jack)
11. Northwest Rangers (1942) --- Martin Caswell
12. Reunion in France (1942) --- Ulrich Windler
13. I Escaped from the Gestapo (1943) --- Martin - Gestapo Agent
14. Captive Wild Woman (1943) --- Dr. Sigmund Walters
15. Hitler's Madman (1943) --- Reinhardt Heydrich
16. Silver Spurs (1943) --- Lucky Miller
17. Isle of Forgotten Sins (1943) (a.k.a. Monsoon) --- Mike Clancy
18. Revenge of the Zombies (1943) --- Dr. Max Heinrich Von Altermann
19. Gangway for Tomorrow (1943) --- Mr. Wellington
20. Voodoo Man (1944) --- Toby
21. The Adventures of Mark Twain (1944) --- Bret Harte
22. The Black Parachute (1944) --- General von Bodenbach
23. The Invisible Man's Revenge (1944) --- Doctor Peter Drury
24. Waterfront (1944) --- Victor Marlow
25. The Mummy's Ghost (1944) --- Yousef Bey
26. Return of the Ape Man (1944) --- Prof. John Gilmore
27. Barbary Coast Gent (1944) --- Duke Cleat
28. Bluebeard (1944) --- Gaston Morel
29. Alaska (1944) --- John Reagan
30. House of Frankenstein (1944) --- Count Dracula / Baron Latos
31. It's in the Bag! (1945) --- Jefferson T. Pike
32. Fallen Angel (1945) --- Professor Madley
33. Captain Kidd (1945) --- Orange Povy
34. House of Dracula (1945) --- Count Dracula / Baron Latos
35. The Face of Marble (1946) --- Dr. Charles Randolph
36. Down Missouri Way (1946) --- Thorndyke 'Thorny' P. Dunning
37. The Private Affairs of Bel Ami (1947) --- Charles Forestier
38. C-Man (1949) --- Doc Spencer

### Anii 1950
1. Casanova's Big Night (1954) --- Minister Foressi
2. 1954 Johnny Chitară (Johnny Guitar), regia Nicholas Ray
3. The Egyptian (1954) --- Grave Robber
4. Thunder Pass (1954) --- Bergstrom
5. Stranger on Horseback (1955) --- Col. Buck Streeter
6. The Kentuckian (1955) --- Ziby Fletcher
7. Desert Sands (1955) --- Jala the Wine Merchant
8. 1956 Bufonul regelui (The Court Jester), regia Melvin Frank
9. Dark Venture (1956) --- Gideon
10. Hidden Guns (1956) --- Snipe Harding
11. The Black Sleep (1956) --- Borg aka Bohemond
12. Female Jungle (1956) --- Claude Almstead
13. 1956 Cele zece porunci (The Ten Commandments) - Aaron
14. 1956 Ocolul Pământului în 80 de zile (Around the World in 80 Days) - Col. Stamp Proctor
15. 1957 The True Story of Jesse James - Rev. Jethro Bailey
16. 1957 The Unearthly - Dr. Charles Conway
17. The Story of Mankind (1957) --- Khufu
18. Hell Ship Mutiny (1957) --- Malone
19. The Incredible Petrified World (1957) --- Prof. Millard Wyman
20. Showdown at Boot Hill (1958) --- Doc Weber
21. The Proud Rebel (1958) --- Traveling Salesman
22. The Last Hurrah (1958) --- Amos Force
23. 1958 Half Human: The Story of the Abominable Snowman - Dr. John Rayburn - Narator
24. 1959 The Cosmic Man (The Cosmic Man) - Cosmic Man
25. Invisible Invaders (1959) --- Dr. Karol Noymann
26. Invasion of the Animal People (1959) --- Narator (versiunea engleză, voce)
27. The Oregon Trail (1959) --- Zachariah Garrison

### Anii 1960
1. The Adventures of Huckleberry Finn (1960) --- Slave Catcher
2. Tarzan the Magnificent (1960) --- Abel Banton
3. Sex Kittens Go to College (1960) --- Prof. Watts
4. The Man Who Shot Liberty Valance (1962) --- Maj. Cassius Starbuckle
5. The Patsy (1964) --- Bruce Alden
6. Cheyenne Autumn (1964) --- Jeff Blair
7. Genesis (1964) --- Narrator
8. Curse of the Stone Hand (1964) --- The Old Drunk
9. The Wizard of Mars (1965) --- The Wizard of Mars
10. Psycho A-Go-Go (1965) --- Dr. Vanard
11. House of the Black Death (1965) --- Andre Desard
12. Broken Sabre (1965-1966) --- General Joshua McCord
13. The Emperor's New Clothes (1966) --- King Luvimself
14. Billy the Kid Versus Dracula (1966) --- a nameless vampire, posing --- James Underhill
15. Munster, Go Home! (1966) --- Cruikshank
16. Night Train to Mundo Fine (1966) --- Mr. Wilson
17. The Fiend with the Electronic Brain (1966) --- Dr. Howard Vanard
18. Dr. Terror's Gallery of Horrors (1967) --- Narrator / Tristram Halbin
19. Hillbillys in a Haunted House (1967) --- Dr. Himmil
20. The Hostage (1967) --- Otis Lovelace
21. Antologia del miedo (1968) (short)
22. The Helicopter Spies (1968) --- Third-Way Priest
23. They Ran for Their Lives (1968) --- Laslo
24. The Astro-Zombies (1968) --- Dr. DeMarco
25. Autopsia de un fantasma (1968) (a.k.a. Autopsy of a Ghost) --- Satán
26. Pacto diabólico (1969) (a.k.a. Diabolical Pact) --- Dr. Halback
27. The Trouble with Girls (1969) --- Mr. Drewcolt
28. Blood of Dracula's Castle (1969) --- George - the butler
29. Las Vampiras (1969) (a.k.a. The Vampires) --- Count Branos Alucard
30. 1969 Băieți buni, băieți răi (The Good Guys and the Bad Guys), regia Burt Kennedy : Ticker
31. Five Bloody Graves (1969) --- Boone Hawkins
32. Enigma de muerte (1969) --- Mad Doctor / Nazi Leader
33. La Señora Muerte (1969) (a.k.a. Madame Death) --- Dr. Favel
34. The Mummy and the Curse of the Jackals (1969) --- Prof. Cummings

### Anii 1970
1. Hell's Bloody Devils (1970) (a.k.a. The Fakers (TV title)) --- Pet Shop Owner
2. Cain's Cutthroats (1970) --- Preacher Simms
3. Horror of the Blood Monsters (1970) (a.k.a. Creatures of the Prehistoric Planet, Creatures of the Red Planet, Space Mission to the Lost Planet, Vampire Men of the Lost Planet) --- Dr. Rynning
4. Blood of the Iron Maiden (1970) (a.k.a. Trip to Terror (reissue title)) --- Dr. Goolie
5. Myra Breckinridge (1970) --- Surgeon
6. Shinbone Alley (1970) --- Tyrone T. Tattersall (voce)
7. The McMasters (1970) --- Preacher
8. Bigfoot (1970) --- Jasper B. Hawks
9. Honey Britches (1971) --- The Judge of Hell (nemenționat)
10. Blood Legacy (1971) (a.k.a. Legacy of Blood) --- Christopher Dean
11. Beast of the Yellow Night (1971)
12. The Gatling Gun (1971) --- Rev. Harper
13. The Seven Minutes (1971) --- Sean O'Flanagan
14. Boxcar Bertha (1972) --- H. Buckram Sartoris
15. Portnoy's Complaint (1972) --- Judge (voce, nemenționat)
16. Richard (1972) --- Plastic Surgeon
17. Everything You Always Wanted to Know About Sex* (*But Were Afraid to Ask) (1972) --- Doctor Bernardo
18. Silent Night, Bloody Night (1972) --- Charlie Towman
19. Blood of Ghastly Horror (1972) --- Dr. Howard Vanard
20. Terror in the Wax Museum (1973) --- Claude Dupree
21. Bad Charleston Charlie (1973) --- Fritz Frugal - Reporter
22. Superchick (1973) --- Igor Smith
23. Shadow House (1973) --- Uncle
24. The House of Seven Corpses (1974) --- Edgar Price
25. Moonchild (1974) --- Mr. Walker
26. Mary, Mary, Bloody Mary (1975) --- The Man
27. Won Ton Ton, the Dog Who Saved Hollywood (1976) --- Drunk
28. The Shootist (1976) --- Beckum
29. The Killer Inside Me (1976) --- Dr. Jason Smith
30. 1976 Ultimul magnat (The Last Tycoon) --- Tour Guide
31. Crash! (1977) --- Dr. Welsey Edwards
32. The Sentinel (1977) --- Father Halliran
33. The White Buffalo (1977) --- Amos Briggs (Undertaker)
34. Satan's Cheerleaders (1977) --- The Bum
35. The Mouse and His Child (1977) ---  Vagabondul (voce)
36. Shock Waves (1977) --- Captain Ben Morris
37. Golden Rendezvous (1977) (a.k.a. Nuclear Terror) --- Fairweather
38. The Lady and the Lynchings (1977)
39. Doctor Dracula (1978) (a.k.a. Svengali) --- Hadley Radcliff
40. Sunset Cove (1978/I) --- Judge Harley Winslow
41. Vampire Hookers (1978) --- Richmond Reed
42. The Bees (1978) --- Dr. Sigmund Hummel
43. The Seekers (1979) --- Avery Mills
44. Missile X: The Neutron Bomb Incident (1978) (a.k.a. Teheran Incident and Cruise Missile) --- Professor Nikolaeff
45. Nocturna: Granddaughter of Dracula (1979) --- Count Dracula

### Anii 1980
1. Monster (1980) (a.k.a. Monstroid and The Toxic Horror) --- The Priest
2. The Boogeyman (1980) --- Dr. Warren
3. The Howling (1981) --- Erle Kenton
4. The Monster Club (1981) --- Ronald Chetwynd-Hayes
5. The Nesting (1981) (a.k.a. Massacre Mansion) --- Col. LeBrun
6. Goliath Awaits (1981) --- Ronald Bentley
7. Frankenstein Island (1981) --- Dr. Frankenstein
8. Aladdin and the Magic Lamp (1982) --- The Wizard (voce)
9. The Scarecrow (1982) --- Hubert Salter
10. Satan's Mistress (1982) --- Father Stratten
11. The Secret of NIMH (1982) --- the Great Owl (voce)
12. The Vals (1982) (a.k.a. Valley Girls) --- Mr. Stanton - Head of the Orphanage
13. House of the Long Shadows (1983) --- Lord Elijah Grisbane
14. Rose for Emily (1983) --- Col. Sartoris
15. The Ice Pirates (Pirații ghețurilor, 1984) --- Comandantul Suprem
16. Evils of the Night (1985) --- Dr. Kozmar
17. Prison Ship (1986) (a.k.a. Star Slammer) --- The Justice
18. Revenge (1986) (direct to video) (a.k.a. Revenge: Blood Cult 2) --- Sen. Martin Bradford
19. The Tomb (1986) --- Mr. Andoheb
20. Monster in the Closet (1986) --- Old Joe Shempter
21. Peggy Sue Got Married (1986) --- Leo
22. Evil Spawn (1987) --- Dr. Emil Zeitman

### Anii 1990
1. Buried Alive (1990) --- Jacob Julian
2. Jack-O (1995) --- Walter Machen (ultimul rol de film)